# Новые Пиструены
Новые Пиструены (рум. Pistruienii Noi, Пиструений Ной) — село в Теленештском районе Молдавии. Наряду с сёлами Пиструены и Хыртоп входит в состав коммуны Пиструены.

## География
Село расположено на высоте 110 метров над уровнем моря.

## Население
По данным переписи населения 2004 года, в селе Пиструений Ной проживает 108 человек (49 мужчин, 59 женщин).
Этнический состав села:
| Национальность | Число жителей | Процентный состав |
| -------------- | ------------- | ----------------- |
| молдаване      | 104           | 96.3              |
| румыны         | 3             | 2.78              |
| русские        | 1             | 0.93              |
| Всего          | 108           | 100%              |